# Hockey sur glace aux Jeux olympiques de 1948
Pour des articles plus généraux, voir Hockey sur glace aux Jeux olympiques et Jeux olympiques d'hiver de 1948.
Navigation
Garmisch-Partenkirchen 1936 Oslo 1952
L'épreuve de hockey aux Jeux olympiques d'hiver de 1948 a eu lieu Saint-Moritz en Suisse et a compté comme étant le quinzième championnat du monde.

## Contexte
Deux sélections américaines se présentent à Saint-Moritz : l'une représente l'Union Athlétique Amateur (AAU), reconnu par le CIO, et la seconde l'Association Amateure de Hockey des États-Unis (AHAUS), reconnu par la Fédération internationale. N'arrivant à se mettre d'accord, le CIO décide d'annuler le tournoi de hockey sur glace. Cependant, le Comité National Olympique suisse décide de maintenir la compétition et c'est la sélection de l'AHAUS qui joue pour les États-Unis. Finalement, le CIO revient sur sa décision mais déchoit les États-Unis de leur quatrième place tout en maintenant leurs résultats ce qui permet au Canada de remporter la médaille d'or. 
La charte Olympique est lue par Richard Torriani, joueur de hockey suisse qui a déjà participé à l'édition de 1928 et avait remporté la médaille de bronze.

## Résultats
| 30 janvier - Suisse 5-4 États-Unis - Canada 3-1 Suède - Pologne 7-5 Autriche - Tchécoslovaquie 22-3 Italie 31 janvier - États-Unis 23-4 Pologne - Tchécoslovaquie 6-3 Suède - Suisse 16-0 Italie - Grande-Bretagne 5-4 Autriche 1er février - Canada 3-0 Grande-Bretagne - États-Unis 31-1 Italie - Suisse 11-2 Autriche - Tchécoslovaquie 13-1 Pologne | 2 février - Suède 7-1 Autriche - Canada 15-0 Pologne - Tchécoslovaquie 11-4 Grande-Bretagne 3 février - Canada 21-1 Italie - États-Unis 5-2 Suède 4 février - Tchécoslovaquie 17-3 Autriche - Pologne 13-7 Italie - Suisse 12-3 Grande-Bretagne 5 février - Autriche 16-5 Italie - Grande-Bretagne 7-2 Pologne - Suisse 8-2 Suède - Canada 12-3 États-Unis | 6 février - Suisse 14-0 Pologne - Canada 0-0 Tchécoslovaquie - Suède 4-3 Grande-Bretagne - États-Unis 13-2 Autriche 7 février - États-Unis 4-3 Grande-Bretagne - Tchécoslovaquie 7-1 Suisse - Canada 12-0 Autriche - Suède 23-0 Italie 8 février - Grande-Bretagne 14-7 Italie - Tchécoslovaquie 4-3 États-Unis - Canada 3-0 Suisse - Suède 13-2 Pologne |

## Classement
Pour les significations des abréviations, voir Statistiques du hockey sur glace.
| #      | Équipe          | PJ | V | N | D | BP | BC  | Diff | Pts |
| ------ | --------------- | -- | - | - | - | -- | --- | ---- | --- |
| Or     | Canada          | 8  | 7 | 1 | 0 | 69 | 5   | +64  | 15  |
| Argent | Tchécoslovaquie | 8  | 7 | 1 | 0 | 80 | 18  | +62  | 15  |
| bronze | Suisse          | 8  | 6 | 0 | 2 | 67 | 21  | +46  | 12  |
| 4      | États-Unis      | 8  | 5 | 0 | 3 | 86 | 33  | +53  | 10  |
| 5      | Suède           | 8  | 4 | 0 | 4 | 55 | 28  | +27  | 8   |
| 6      | Grande-Bretagne | 8  | 3 | 0 | 5 | 39 | 47  | -8   | 6   |
| 7      | Pologne         | 8  | 2 | 0 | 6 | 29 | 97  | -68  | 4   |
| 8      | Autriche        | 8  | 1 | 0 | 7 | 33 | 77  | -44  | 2   |
| 9      | Italie          | 8  | 0 | 0 | 8 | 24 | 156 | -132 | 0   |

| #      | Équipe          |
| ------ | --------------- |
| Or     | Tchécoslovaquie |
| bronze | Suisse          |
|        | Suède           |
| 4      | Grande-Bretagne |
| 5      | Pologne         |
| 6      | Autriche        |
| 7      | Italie          |

## Liste des champions olympiques
Murray Dowey, Frank Dunster, Henri-André Laperrière, Louis Lecompte, Jean Gravelle, Patrick Guzzo, Wally Halder, Ted Hibberd, George Mara, Albert Renaud, Reg Schroeter, Irving Taylor. Entraineur :  Frank Boucher